# روشنایی (کمیجان)
روشنایی روستایی است در دهستان وفس واقع در استان مرکزی. این روستا در بخش مرکزی  کمیجان  قرار دارد..

## اطلاعات کلی
این روستا بامختصات جغرافیایی ۴۹درجه و ۴۹دقیقه طول شرقی و۳۹درجه و۲۴دقیقه عرض شمالی در شمال غربی استان مرکزی قراردارد. فاصله روستای روشنایی تا مرکز شهرستان ۱۸ کیلومتر می‌باشد.
روستای روشنایی از توابع شهرستان کمیجان است که جزو استان مرکزی است و در حدود ۹۵ کیلومتری اراک قرار دارد. سابقاً این روستا تابع منطقه وفس بوده‌است. مساحت این روستا حدود ۷ کیلومتر در ۷ کیلومتر (با محاسبه ساختمان‌ها و مزارع و باغات اطراف) است. جمعیت این روستا حدود ۳۶۰ نفر است که در حدود ۸۰ خانواده زندگی می‌کنند. شغل اصلی ساکنان آن کشاورزی است که عبارت از گندم، جو، عدس است. در موارد فراوانی آب کشت ذرت، لوبیا، نخود، سیب زمینی و غیره هم رواج می‌یابد.
باغات انگور اطراف روستا به اندازه مصارف خانگی دارای محصول است.
نام فامیلی همه ساکنان این روستا "روشنایی" است و به‌طور عمده در اراک و تهران و قم پراکنده هستند.
امامزاده " ساریه خاتون " از محل‌های مشهور مذهبی در این منطقه و مورد توجه ساکنان آن می‌باشد که در ضلع غربی روستا در مسیر چشمه " آشاغی گل " قرار دارد. دشت زیبا " و مرتفع روشنایی که هنگام ' طلوع آفتاب ' جلوه‌ای از زیبایی‌های طبیعت است یکی از زیباترین نقاط این روستا به‌شمار می‌رود.
وجود چهار چشمه در چهار سمت این روستا جلوه خاصی دارد. چشمه " یوخاری گل " در مسیر روستای سلیم آباد، چشمه " علی آباد " در مسیر مخالف به سمت روستای سمقاور، چشمه "عبدل آباد " در مسیر روستای زنجیران و چشمه" آشاغی گل " در مسیر امامزاده مورد استفاده ساکنان برای مصارف آشامیدنی در زمان‌های نه چندان دور بوده‌است.
برق روستا در سال ۱۳۶۳ وصل شد و آب شامیدنی لوله‌کشی هم از سال ۱۳۸۴ و گاز خانگی هم از سال ۱۳۹۱ وارد روستا شد تا امکانات روستا نشینی تکمیل شده باشد.دهیار این روستا خانم می باشد(خانم امیرآبادی). 

## جمعیت
طبق سرشماری مرکز آمار ایران، جمعیت روشنایی در سال ۱۳۸۵ برابر با ۲۷۸ نفر بوده‌است. این روستا ۶۹ خانوار دارد.
مساحت این روستا حدود 7 کیلومتر در 7 کیلومتر (با محاسبه ساختمان‌ها و مزارع و باغات اطراف ) است . جمعیت این روستا حدود 360 نفر است که در حدود 80 خانواده زندگی می‌کنند.